# Reformierte Kirche Luchsingen

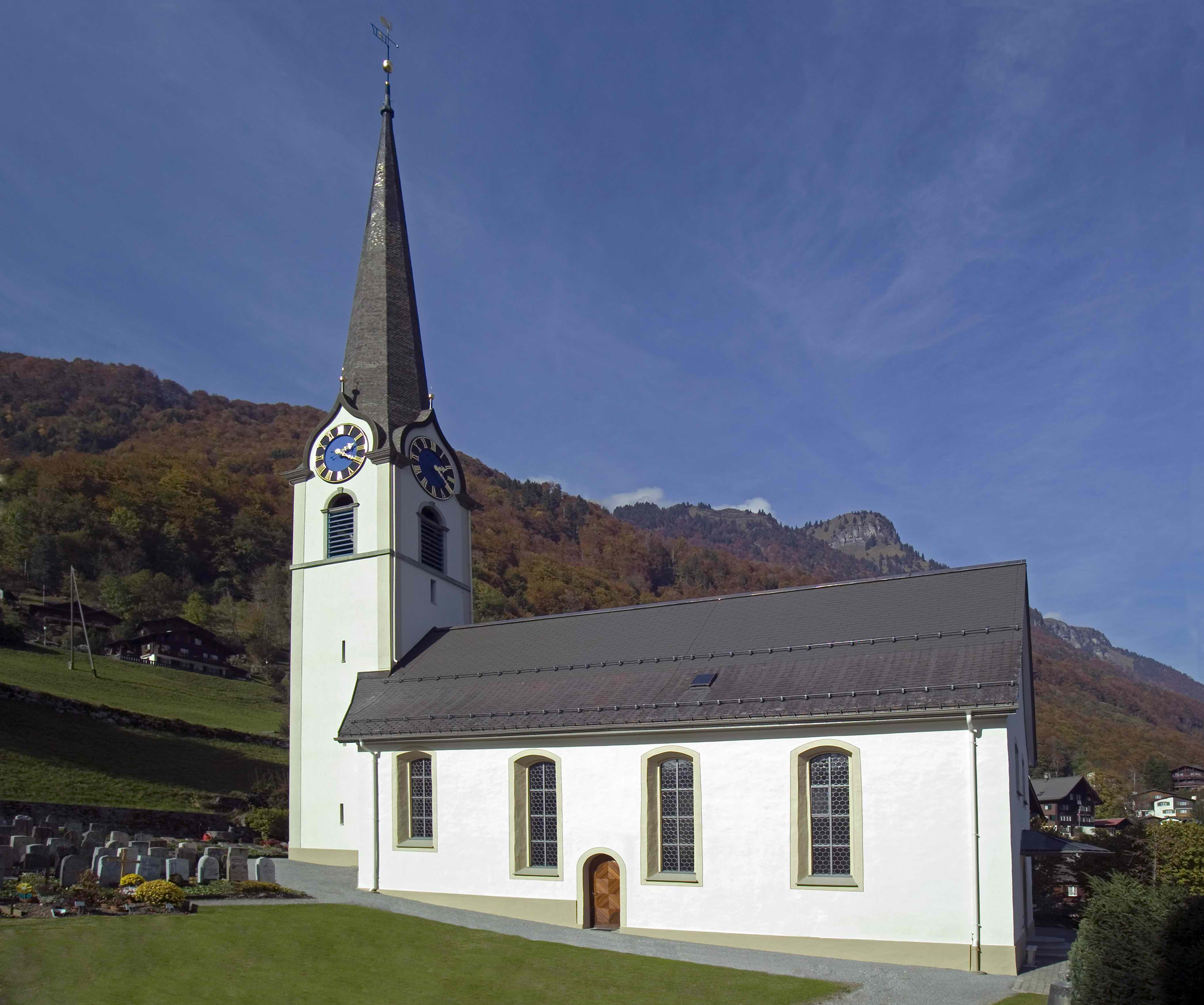
Reformierte Kirche Luchsingen (Südseite)

Die 1752 erbaute Reformierte Kirche zu Luchsingen im Schweizer Kanton Glarus ist eine einfache reformierte Landkirche aus dem 18. Jahrhundert. Der Bau wurde von der eidgenössischen Denkmalpflege am 10. Oktober 1963 als ein Baudenkmal von lokaler Bedeutung eingestuft. Nach der Fusion der reformierten Kirchgemeinde Luchsingen 2006 mit den Kirchgemeinden Betschwanden, Braunwald und Linthal gehört die Kirche zur neu entstandenen Kirchgemeinde Grosstal.

## Der Anfang 1751/52
Bis 1350 musste ein Teil der Dorfbewohner von Luchsingen ca. 10 km nach Glarus in den Gottesdienst. Nachher wurden sie dem 4 km entfernten Dorf Schwanden zugeteilt. Die Leute aus dem Quartier Adlenbach waren nach Betschwanden in fast 3 km Entfernung kirchgenössig.
„Da die weite Entfernung von dem Haus Gottes zur Sommerzeit und der mühsame beschwerliche Weg in Winterzeit gar viele absönderliche alte, entkrefftete Leut, und junge noch schwache Kinder von Luchsingen des Gottesdienstes abhielten, fasste die ehrsame Dorfschaft Luchsingen den heilsamen und rühmlichen Entschluss, ein eigen Bätt- und Gotteshaus zu bauen.“
„Am 15. Hornung 1751 traten 50 Bürger auf dem freien Platz, wo heute die Kirche steht, zusammen und berieten über die Erbauung einer eigenen Kirche. Nach den damals bestehenden Luchsinger Geschlechtern waren dabei: 14 Speich, 13 Hefti, 9 Kläsi, 3 Blumer, 2 Knobel, 2 Sigrist, 1 Glarner und 1 Störi. (Nur wenige Adlenbacher machten mit, manche gingen auch nach dem Bau der Kirche nach Betschwanden in die Kirche.) Die Gründer hatten bereits 1700 Gulden zusammengelegt, für die damalige Zeit eine erstaunlich hohe Summer, und vom Lande wurden 100 Dublonen versprochen...
Im Frühling 1752 wurde mit der Herbeischaffung von Holz, Steinen, Sand usw. begonnen. Diese grosse und beschwerliche Arbeit wurden von den Bürgern unentgeltlich (als Gemeinwerk) geleistet. Als Mauermeister hatte man bestimmt Josef Lontz [oder Lenz] von Flums und als Zimmermeister Leonhard Stüssi [Steussi] [und Caspar Störi von Luchsingen. Leutnant Josua Tschudi und Schützenmeister Peter Blumer, beide von Schwanden, gestalteten den hölzernen Kanzelkorb.] Die Aufsicht über die Arbeit und den Fortgang führte Ratsherr Mathias Speich. Nach fünfmonatiger Bauzeit und ohne dass ein Unfall geschehen wäre, konnte am 27. September 1752 die Kirche festlich eingeweiht werden.... [Der Grundstein war am 4. Mai gelegt worden, ‚und am 1. August wurde Knopf und Fähnlein auf dem Kirchthurm aufgepflanzt, zum Zeichen, dass die Kirche im Rohbau fertig sei.‘]
Der erste Bau war sehr einfach, besonders der Turm war viel kleiner als der jetzige; er hatte eine ‚Käsbissen‘-Form. 1753 erbaute man auch ein Pfarrhaus.
Obwohl die einzelnen Bürger grosse Opfer an Geld und Arbeit erbracht hatten und auch im übrigen Kanton und auswärts Geld für den Bau gesammelt worden war, sah mach sich genötigt, manches nur roh und möglichst ‚wohlfeil‘ zu fertigen. Darum erwies sich besonders der Turm nach 50 Jahren schon so baufällig, dass er ‚mit harten hölzernen Studen (Stützen) musste unterstellt werden‘.“

## 19. Jahrhundert
Im Jahr 1802 beschloss die Kirchgemeinde, „den Turm ganz neu zu bauen und auch das Schiff zu verbessern." "Der Turm wurde neu erstellt und verlor dabei die ursprüngliche Form als 'Käsbisse'." [Käsbisse = Aufbau mit Giebeldach] "Vor dem Hauptportal aber lag bis 1872 statt einiger Treppenstufen ein roh bearbeiteter Steinblock. Auch die Türen waren noch niedrig und unansehnlich.“
In den 1870er Jahren fand eine weitere Renovation des Turms statt: Die Schindelbedachung wurde ausgebessert, Zifferblätter aus Eisenblech wurden montiert. Bei den Schalllöchern wurden Gewände aus Sandstein eingebaut. Die Kirche wurde in dieser Zeit im Zeitgeschmack renoviert und dabei aussen mit neuromanischen Blendenarkaden, Lisenen und neuen Portalen versehen.
Das Dach des Kirchenschiffs wurde 1876 mit Schieferplatten aus dem Landesplattenberg in Engi gedeckt. Die hölzerne Täfel-Decke über dem Innenraum wird beschädigt und durch eine Gipsdecke von Meister Aebli, Ennenda, ersetzt. Die alte Decke wurde als Oberboden im Dachstuhl verwendet.
Kupferschindeln ersetzten 1884 die Holzschindeln am Helm des Turms. Eine neue Turmuhr von Mäder, Andelfingen, wurde eingebaut und neue Zifferblätter wurden an den Turm angebracht.
1890 wurde eine Aussenrenovation am Schiff und Turm durchgeführt, die durch neuromanische Lisenen und Rundbogenfriese, an den Portalen profilierte Gewände und das Einbauen eines Radfensters ins Luftloch in der Mitte der Vorderseite der Kirche eine neuromanische Gliederung verlieh.
Kathedralglasfenster mit blau/gelb/roten verhärtet gotisierenden Friesen sowie orientalisch wirkenden Rundbogenabschlüssen vom Glasmaler Karl Wehrli, Zürich-Aussersihl, mit Bildern der Reformatoren Luther und Zwingli in den kleineren Fenstern der Schrägseiten im Chor wurden 1892 gesetzt.
„...im Jahre 1894 wurde auf der Empore, wo vorher auch Sitze waren, eine Orgel erstellt, die ein reicher auswärtiger Luchsinger, Bernhard Kläsi, der Gemeinde geschenkt hatte.“ Die Orgel verfügte über 10 Register und Röhrenpneumatik und war ein Werk der Firma Kuhn, Männedorf. Im Jahr 1916 wurde die Orgel von derselben Firma renoviert und erweitert.

## Aussenrenovation 1972/1974–75

Schiff vor der Renovation 1974

Schiff vor der Renovation 1974

Die Aussenrenovation begann mit Arbeiten am Turm, da erhebliche Schäden daran entstanden waren. Im März 1972 wurde die Arbeit aufgenommen und im Juni wurde die Kugel auf den Turm gesetzt. "Im Juni 1972 wurde anlässlich der Aussenrenovation des Turmes dieses Dokument in der Turmkugel angebracht.

Die Aussenrenovation umfasste:

- Das Erneuern des Verputzes
- Neueinfassung der Wimperge in Kupferblech
- Ersetzen der Schallloch - Jalousien
- Ersetzen der Zeiger und Zifferblätter
- Anbringen einer neuen Windfahne mit Turmhahn
- Imprägnieren der Schalung im Turmhelm mit Arbezol
- Ersetzen von Dachgesims und Wasserrinnen
- Kosten ungefähr Fr. 130'000.--"[5]

In diesem Schreiben wird ferner erwähnt, dass fast 40 % der Kosten durch ein Legal von Hans Tschudi-Faude gedeckt würden. Dieses Legat machte die Renovation zu diesem Zeitpunkt der knappen Finanzlage nicht nur in der Kirchgemeinde, sondern auch bei der politischen Gemeinde, dem Kanton und Bund überhaupt möglich.

Nach der Aussenrenovation 1974

In einem zweiten Schritt wurde 1974/75 am Kirchenschiff eine Aussenrenovation unternommen. "Die groben Zutaten des späten 19. Jahrhunderts" wurden beseitigt, um die ursprüngliche Schlichtheit wiederherzustellen. "Alle in Putz angetragenen Bogenfriese, Fenster- und Türeinfassungen wurden abgetragen. Ebenso die Zinkornamentendächer am Haupt- und Nebeneingang. Das blinde Fenster des Ostgiebels mit Spruch und die zu üppige Gestaltung des Rundfensters wurden entfernt. Die Haupttüre, deren Türflügel zu der Originalsubstanz der Kirche gehören, wurde renoviert und ihr abgedecktes Sandsteingewände wieder in Stand gestellt. Diese Tür erhielt ein einfaches Vordach aus Kupferblech. Die südseitige Nebentüre erhielt ein neues Türblatt, in der Form angelehnt an die originale Haupttüre." Sein Vordach wurde entfernt. "Alle Fenster und Nebentüre bekommen schmälere Putzeinfassungen... Entsprechend dem Turme sollen die Ecken des Schiffes mit leichten Risaliten betont werden... An der Westseite wurde der hässliche Heizungsschopf beseitigt. Die Stromzuführung, die den Ostgiebel sehr in seiner Wirkung beeinträchtigt, wurde verkabelt."

## Innenrenovation 1982

Nach Innenrenovation 1898

Vor Innenrenovation 1982

Schiff und Chor nach der Innenrenovation 1982

Schiff und Empore nach der Innenrenovation 1982

Die Renovationen während den über 200 Jahren seit dem Bau der Kirche hatten eine Stilvermischung gebracht, die Kirchenrat, Architekt Paul Hintermann, Rüschlikon, und Denkpflege bei der Renovation von 1982 harmonisieren wollten. Um die gewünschte Harmonie wiederherzustellen, wurde anstelle der ohnehin sanierungsbedürftigen Gipsdecke eine Holzdecke eingezogen. Die farbigen Glasfenster im Schiff wurden durch mundgeblasene Wabenfenster ersetzt. Die noch verwendbaren Holzteile wurden abgebeizt und naturbehandelt. Für die Sitzplätze an der Chorwand konnten z. B. die früher eichenfarbig gestrichenen Nussbaum-Seitenteile wieder verwendet werden. Der dunkle Anstrich der Kanzel wurde entfernt, und die zum Vorschein gekommene Kleistermalerei aus dem 18. Jahrhundert wurde restauriert.
Der Fussboden wurde durch Entfernung des morschen Untergrunds und das Giessen einer Betonplatte gründlich erneuert. Darüber wurde ein Schieferplattenboden bzw. ein neuer Holzboden unten den Bänken verlegt. Der früher tribünenartig ansteigende Chor wurde ausgeebnet und mit einer entfernbaren Brüstung versehen, um Platz für Aufführungen und Konzerte zu schaffen. Lampen aus Messing und Glas nach dem Entwurf vom Architekt Hintermann wurden angefertigt und aufgehängt. Der Orgel von 1958 gab. P. Hintermann einen klar gestalteten modernen Prospekt.

## Beschreibung

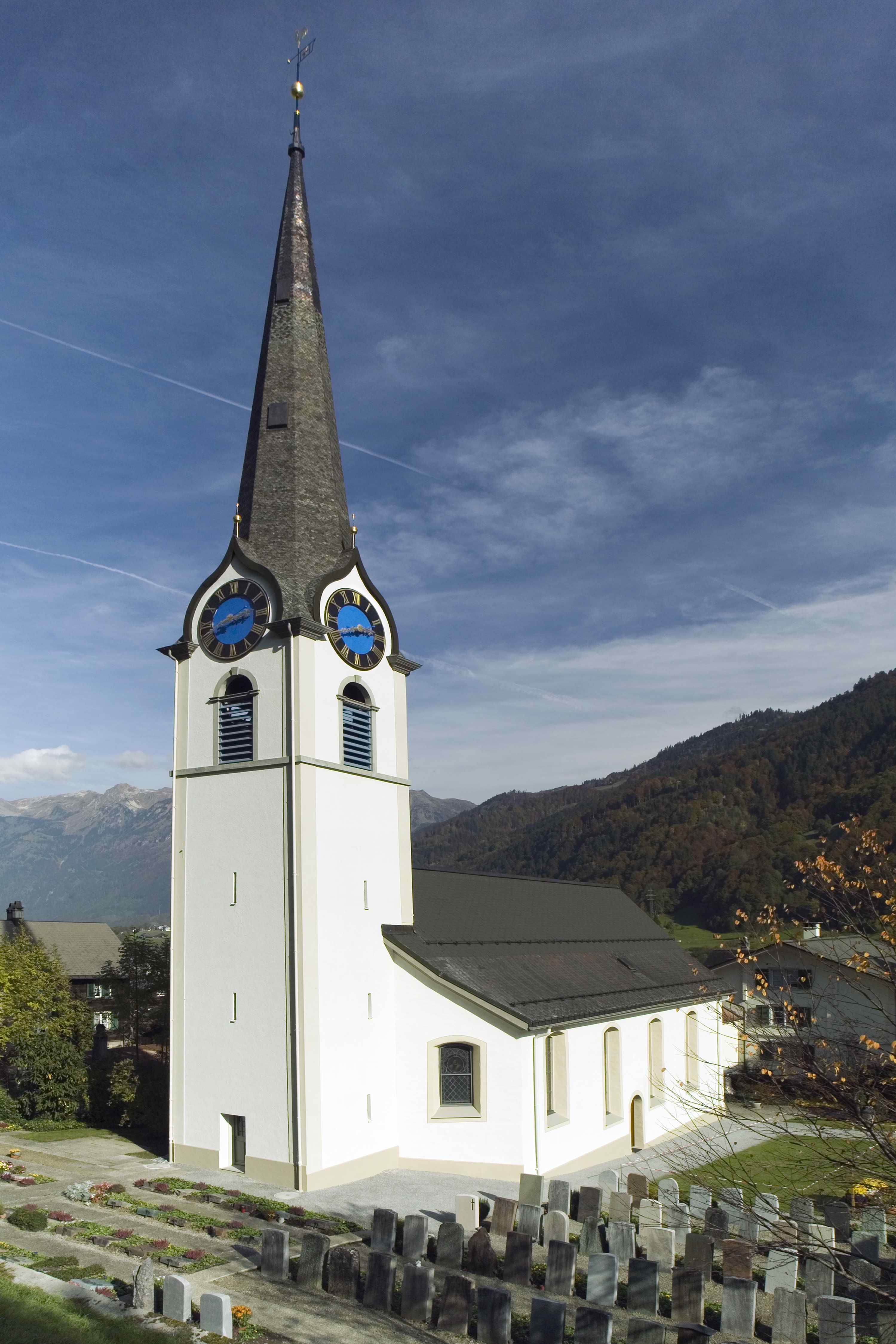
Turm und Friedhof

Dr. Jürg Davatz, langjähriger Kulturbeauftragter des Kantons Glarus und Konservator des historischen Museums im Freulerpalast Näfels, beschreibt in einem Text für eine Publikation der Kirchgemeinde vom 7. Oktober 2003 die Kirche wie folgt:

„Grundriss und Fassaden: Der Grundriss und das Mauerwerk des Schiffs entsprechen dem ersten Kirchenbau von 1752. Der Grundriss zeigt einen längsrechteckigen Saal mit fünf Fensterachsen und einem dreiseitig gebrochenen Abschluss an der westlichen Schmalseite. Dem flachen, chorähnlichen Abschluss fügt sich ein quadratischer Turm an.
Die Kirche steht quer zum Tal, wobei Turm und Chor nach Westen – also gegen den Berghang – gerichtet sind. Das Schiff ist ganz schlicht, gegliedert nur durch schmale, von flachen Stickbogen abgeschlossene Fenster. Der schlanke Spitzhelm des Turms, der über vier elegant geschweiften Uhrengiebeln aufragt, folgt den etwas älteren Turmabschlüssen in Mitlödi und Mollis von Hans Ulrich Grubenmann, in Mühlehorn und Ennenda von Johann Jakob Messmer sowie von evangelisch Linthal von Fabian Strebi.
Die Fassaden sind seit 1974 wieder mit einem Verputz versehen, der sich natürlich über das Mauerwerk zieht und in gebrochenem Weiss gestrichen ist. An der Ostseite erinnert das Radfenster noch an die einfache neuromanische Fassadengestaltung von 1890/1908. Insgesamt erscheint die Kirche Luchsingen seit 1974 wieder als einfache reformierte Landkirche aus dem 18. Jahrhundert.
Inneres: Dem ursprünglichen Zustand entsprechen die Raumform, der kelchförmige Taufstein und die bemalte Kanzel, die einst vielleicht einen Schalldeckel besass. Die Kirchenbänke von 1898 und das Gestühl an der Wand des chorartigen Abschlusses zeigen zumindest die anfängliche Anordnung so wie auch die flache Leistendecke und die Wabenscheiben von 1982. Über den ursprünglichen Bodenbelag besitzen wir keine Nachricht – er könnte aus Holz oder bereits aus Sernftaler Schieferplatten bestanden haben. Die jetzigen Schieferplatten passen an sich gut zum Raum, sind aber 1982 zu regelmässig verlegt worden. Der Orgel von 1958 gab. P. Hintermann einen klar gestalteten modernen Prospekt, dessen Holz ihn mit anderen Teilen der Ausstattung verbindet. Zusätzliche Akzente im Raum setzen Wehrlis farbige Chorfenster von 1892 mit den Bildnissen der Reformatoren Zwingli und Luther sowie die Lampen aus Messing und Glas von 1982, die ein Markenzeichen von Architekt Hintermann darstellen.
Seit der Restaurierung von 1982 erfüllt der Innenraum wieder weitgehend jene Erwartung, die das Äussere erweckt. Er erscheint als schlichter, aber charakteristischer reformierter Predigtsaal des 18. Jahrhunderts. Freilich bemerkt der Sachkundige rasch, dass die Ausstattung Teil verschiedener Bauphasen vereinigt. Immerhin fügen sich diese der vorherrschenden Raumstimmung ein, die geprägt ist vom Dreiklang der verputzten, weissen Wände, der schwarzen Schieferplatten und der naturbelassenen Teile aus Holz.“

## Orgeln
"Erst im Jahr 1894 wurde auf der Empore, wo vorher Sitze waren, eine Orgel erstellt, die ein reicher auswärtiger Luchsinger, Bernhard Kläsi, der Gemeinde geschenkt hatte."

### Kuhn-Orgel 1894

Erste, erweiterte Orgel vor 1958

Die Orgel von der Firma Th. Kuhn, Männedorf ZH, hatte Kegelladen mit Röhrenpneumatik und verfügte über 10 Register.
| I Manual  |    |
| Principal | 8′ |
| Gedeckt   | 8′ |
| Gamba     | 8′ |
| Octav     | 4′ |
| Oktav     | 2′ |

| II Manual    |    |
| Flauto dolce | 8′ |
| Dolce        | 8′ |
| Traversflöte | 4′ |

| Pedal     |     |
| Subbass   | 16′ |
| Octavbass | 8′  |

- Koppeln: II/I, I/P, II/P
- Spielhilfen: Mezzoforte (Prinzipal 8′, Gedeckt 8′, Gamba 8′, Flauto dolce 8′, Dolce 8′, Subbass 16′), Forte (volles Werk)

Orgel der Firma Orgelbau Genf 1958

„Die Orgel ist ein recht schönes Werklein mit sehr schönen Einzelstimmen … Die Erstellung dieser Orgel war für den Orgelbauer insofern keine leichte Aufgabe, als die Höhe eine sehr beschränkte ist. Das Gebläse (Magazingebläse mit Treteinrichtung) ist unter dem Dach aufgestellt und läuft für diese Konstruktion der Orgel etwas schnell ab. Die grössten Pfeifen sind an der Decke aufgehängt und durch Kondukten mit der übrigen Orgel verbunden. Eine Orgel von diesem Umfang auf einem so kleinen Raum zu bauen, ist keine leicht Aufgabe, aber der Orgelbauer hat diese Aufgabe sehr gut gelöst.“
Das Instrument wurde 1916 vom Erbauer renoviert und erweitert.

### Orgelbau Genf 1958
Heute steht auf der Empore eine Orgel der Firma Orgelbau Genf aus dem Jahr 1958. Dieses Instrument hat 13 Register auf zwei Manualen und Pedal.

## Glocken

### 1752
Das erste Geläut war „von einfacher Construction“ und bestand aus zwei Glocken. Die grössere hatte den Schlagton c' und wog 671 kg. Die kleinere mit 310 kg schlug auf den Ton es'. Beide trugen die Inschrift: "Mich goss Moritz Füssli in Zürich anno 1752".

Ersatz für die gesprungene Glocke in b′, 1979

### 1882
Ein vierstimmiges Es-Dur-Geläute mit den Schlagtönen es′ / g′ / b′ / es′ wurde 1882 angeschafft. 1979 sprang die zweitkleinste Glocke b'.

### 1979/91
Ein Ersatz für die gesprungene b-Glocke wurde zusammen mit einer neuen kleinen Glocke mit dem Schlagton des″ in Auftrag gegeben. Die zweitgrösste, im Schlagton g′ erklingende Glocke wurde auf ges′ tiefer gestimmt. Diese umgestimmte Glocke wurde 12 Jahre später ersetzt.
Das Geläut besteht heute aus vier Bronze-Glocken mit einem Gesamtgewicht von 2'797 kg. Alle Glocken wurden von der Glockengiesserei H. Rüetschi in Aarau AG gegossen.
| Nr. | Name          | Gussjahr | Durchmesser | Gewicht | Schlagton | Inschrift |
| --- | ------------- | -------- | ----------- | ------- | --------- | --- |
| 1   | Grosse Glocke | 1882     | 1120 mm     | 1300 kg | es′       | Mein ehrender Mund macht dankbar kund: Dass Gemeindemitglieder in nah und fern mich freudig schenkten zur Ehre des Herrn!                                         |
| 2   | Betglocke     | 1991     | 1060 mm     | 740 kg  | ges′      | Ich rufe zum Gottesdienst, zur Taufe und Konfirmation begleite dich auf deinem letzten Weg. Da hörst du mich nicht mehr. Darum folge meinem Ruf solange du lebst. |
| 3   | Vesperglocke  | 1979     | 840 mm      | 680 kg  | b′        | Ich bin die Nachfolgerin der gesprungenen Glocke aus dem Jahr 1882 und wurde gegossen im März 1979.                                                               |
| 4   | Totenglocke   | 1979     | 710 mm      | 280 kg  | des″      | Sie hörten eine laute Stimme vom Himmel die zu ihnen sprach: Kommet hier herauf!                                                                                  |

Die alte Glocke ges′ (774 kg) aus dem Jahr 1882 und die eben so alte, gesprungene Glocke b' (450 kg) sind abgehängt und auf dem Kirchhof aufgestellt.